# Bis an die Grenze (Deledda)

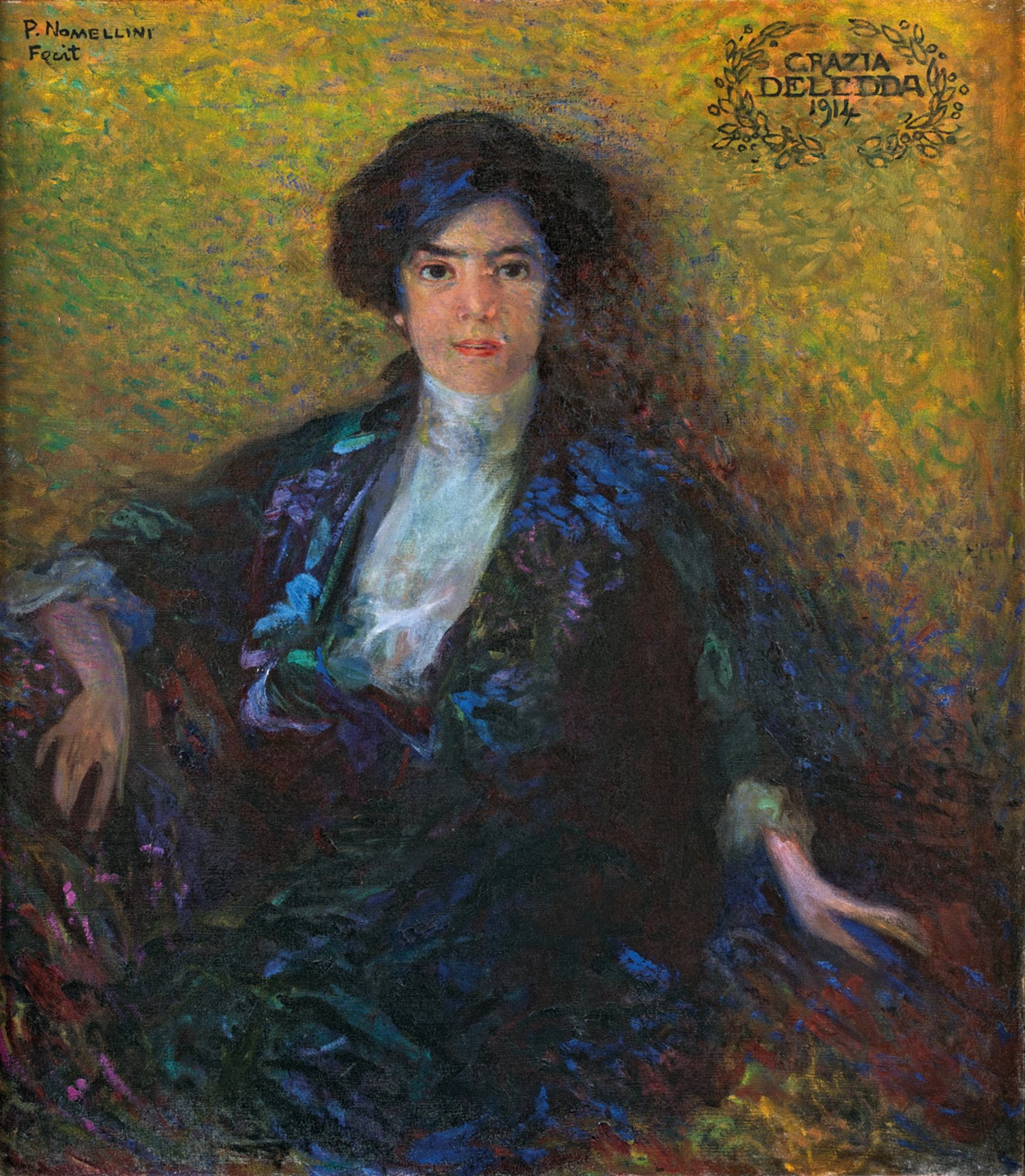
Die Autorin Grazia Deledda, fünf Jahre nach der Veröffentlichung des Romans (Gemälde von Plinio Nomellini, 1914)

Bis an die Grenze (italienischer Originaltitel: Sino al confine) ist ein Roman (Entwicklungsroman, Eheroman), den die spätere Literaturnobelpreisträgerin Grazia Deledda 1909 in serieller Form in der Zeitschrift Nuova Antologia veröffentlicht hat. Die Buchveröffentlichung folgte 1910 im Mailänder Verlag der Fratelli Treves. In der deutschen Übersetzung von Erna Müller-Röder erschien das Werk erstmals 1909.
Der Roman erzählt die Geschichte der jungen Sardin Gavina Sulis, die nach einem schweren spirituellen Konflikt erst durch die unbeirrbare Liebe ihres Mannes, eines Arztes, ihre fundamentale Lebensschwere und Freudlosigkeit überwindet und zu einem Menschen heranreift, der sich anderen vertrauensvoll zu öffnen und in Liebe zuzuwenden vermag.

## Handlung
Erster Teil. Ort der Handlung ist zunächst eine unbezeichnete Kleinstadt auf Sardinien, die Zeit das Jahr 1890. Die wohlhabendste und angesehenste Familie im Ort sind die Sulis, die sich über mehrere Haushalte verteilen, auch den von Zia (=Tante) Itria und den des Kanonikus Sulis, eines Domherrn. Im Zentrum der Handlung steht jedoch das Haus des ehemaligen Wegebauers Signore Sulis und seiner Frau Zoseppa. Das Ehepaar hat zwei Kinder: den Sohn Luca und die Tochter Gavina. Luca, der Erstgeborene, ist das Sorgenkind der Sulis, denn er treibt sich herum, trinkt und würde viel lieber Bauer werden als – dem Wunsch des Vaters entsprechend – zu studieren. Die vierzehnjährige Gavina, die Hauptfigur des Romans, hat die Schule beendet, was für ein Mädchen in dieser Zeit ungewöhnlich ist und auf ihre hohe Intelligenz hinweist. Doch wie ihr Bruder ist auch Gavina ein Mensch mit einem ausgesprochen leidenschaftlichen Temperament. Dieses macht sich zunächst in religiöser Überspanntheit Luft, und schon jung auch in ebenso zwiespältigen wie vehementen heimlichen Verliebtheiten. Gavinas erste Schwärmerei gilt Signor Elia, dem gutaussehenden Nachbarn, dem man nachsagt, er habe so manche Liebschaft gehabt.
Gavina sucht die Freundschaft von Michela Bustià. Eigentlich mag sie Michela überhaupt nicht, aber unter dem Eindruck der geradezu hysterischen Inbrunst, mit der die Freundin ihren religiösen Glauben praktiziert, beginnt Gavina – weil Michela im direkten Vergleich schlechter abschneidet als Gavina – sich in der eigenen Haut etwas wohler zu fühlen. In Michelas Elternhaus lebt während der Sommerferien ein Mieter, der junge Francesco Fais. Der Sohn einer Spinnerin studiert in Rom Medizin. Wie Signor Elia, so versetzt auch Francesco Gavina in eine für sie schwer fassbare Erregung. Später wird sich herausstellen, dass Francesco ihre Neigung erwidert.

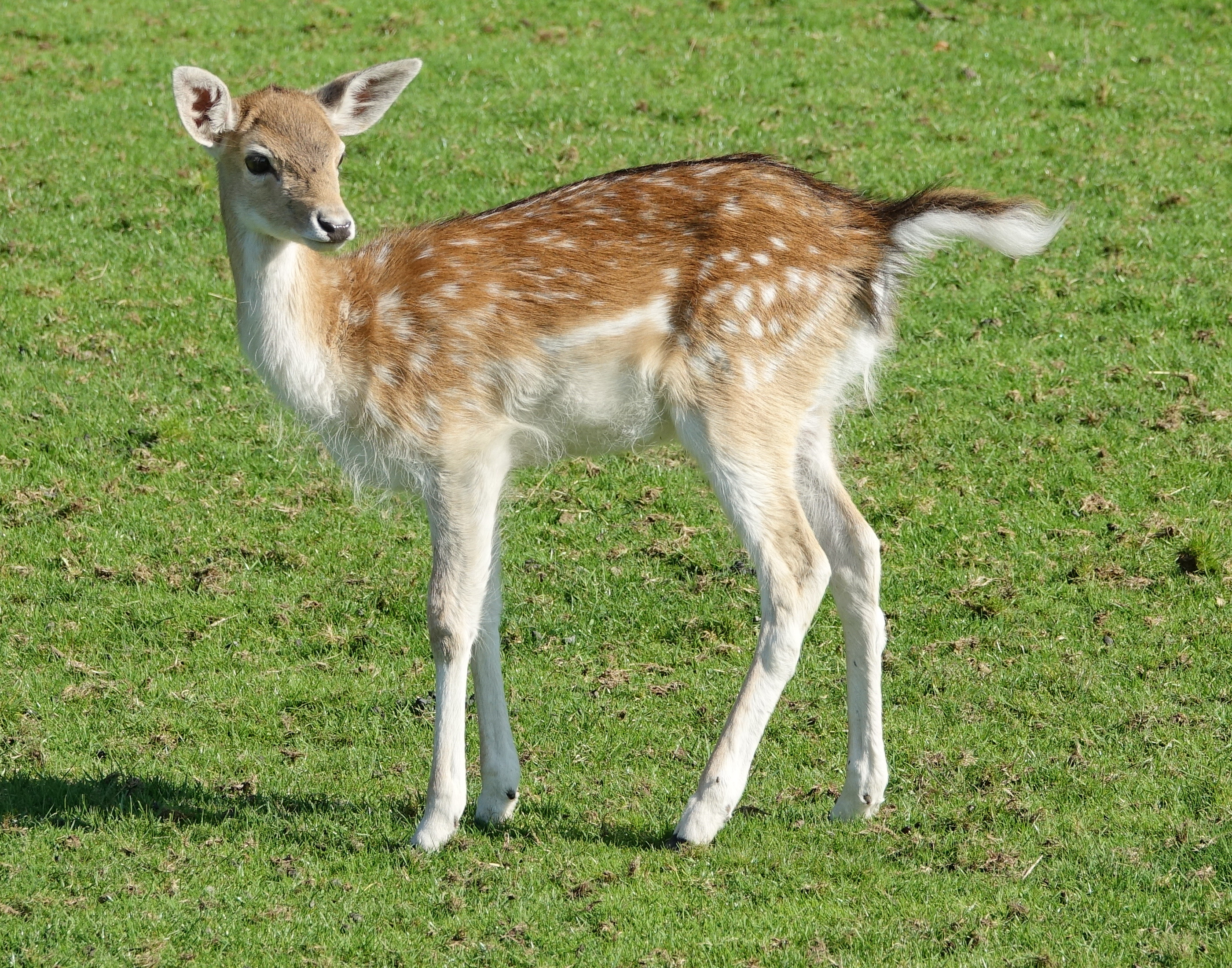
Bei seinem zweiten Besuch schenkt Priamo Gavina einen zahmen Damhirsch.

Das Schicksal nimmt seinen Lauf, als Gavina Priamo wiederbegegnet. Priamo Felix ist der Neffe des Kanonikus Felix, eines Bekannten des Kanonikus Sulis, Gavinas Onkel. Dem Wunsch seines Onkels entsprechend, der ihn zu seinem Nachfolger aufbauen möchte, besucht Priamo das Priesterseminar. Priamo wird sich im Laufe der Romanhandlung als ein unreifer und durch und durch haltloser Mensch erweisen, der keine Verantwortung für sein eigenes Handeln übernimmt. Er verliebt sich heftig in Gavina, macht ihr eine Liebeserklärung und vertraut ihr an, dass er überhaupt nicht Priester werden wolle. Weil es auch zu einem Kuss kommt, geht Gavina danach zur Beichte zum Kanonikus Bellia, der ihr, weil er bei Gavina keine echte Reue sieht, die Absolution jedoch vorenthält. Priamo reist ab, besucht Gavina nach einigen Monaten aber erneut. Er schenkt ihr einen zahmen Damhirsch, und obwohl sie auf seine Liebeswerbung nicht wirklich eingeht, nimmt er ihr das Versprechen ab, auch im Falle ihres Getrenntwerdens niemals einen anderen zu heiraten.
Eine weitere Figur, die im ersten Teil des Romans in Erscheinung tritt, ist Zio Sorighe, ein heruntergekommener Stegreifdichter, den Gavinas Vater als Hüter seiner Weinberge einstellt. Sorighe verwirrt Gavina mit frivolen Gedichten.
Gavinas Vater stirbt unerwartet an einem Schlaganfall.
Zweiter Teil. Als Priamo Michela Liebesbriefe gibt, die diese an Gavina weiterleiten soll, verweigert Gavina die Annahme. Am liebsten würde sie als Nonne ins Kloster gehen, doch Kanonikus Bellia, der ihr bei diesem Plan helfen soll, verweigert ihr die Unterstützung. Priamo sucht Gavina schließlich ein drittes Mal auf. Er steht nun kurz vor seiner Priesterweihe und will wissen, wie Gavina zu ihm steht und ob sie wünscht, dass er Priester wird. Ohne zu zögern bejaht sie diese Frage. Priamo erhält daraufhin die Weihen und übernimmt die Gemeinde seines Onkels, San Teodoro. Da er eine wundervolle Singstimme hat, geraten die Kirchenbesucherinnen über den jungen Priester ins Schwärmen. Auch Michela verliebt sich in ihn.
Luca verfällt mehr und mehr dem Alkohol. Das Verhältnis der Geschwister war noch nie gut gewesen, doch seit Luca im Delirium tremens von der Vorstellung verfolgt wird, dass Gavina ihn mit einem Messer zu erstechen versuche, ist seine Beziehung zu ihr auch noch durch panische Angst geprägt.
Gavina lehnt einen Heiratsantrag ab, den sie von einem Infanteriehauptmann erhält. Auch Francesco, der neben seinem Medizinstudium inzwischen auch als Dichter hervortritt, wirbt um sie. Nachdem sie entdeckt, dass Priamo ein Verhältnis mit Michela hat, entschließt sie sich, Francescos Frau zu werden. Zwar liebt sie ihn nicht, hat ihn aber aufrichtig gern. Francesco dagegen liebt Gavina aus tiefstem Herzen und hofft, in der Ehe ihre freudlose Seele heilen zu können. Priamo schreibt Gavina weiter Liebesbriefe, die sie ihm ungeöffnet zurücksendet, was ihn schließlich veranlasst, ihr mitteilen zu lassen, dass er sich, weil er ohne sie nicht leben könne, umbringen werde.

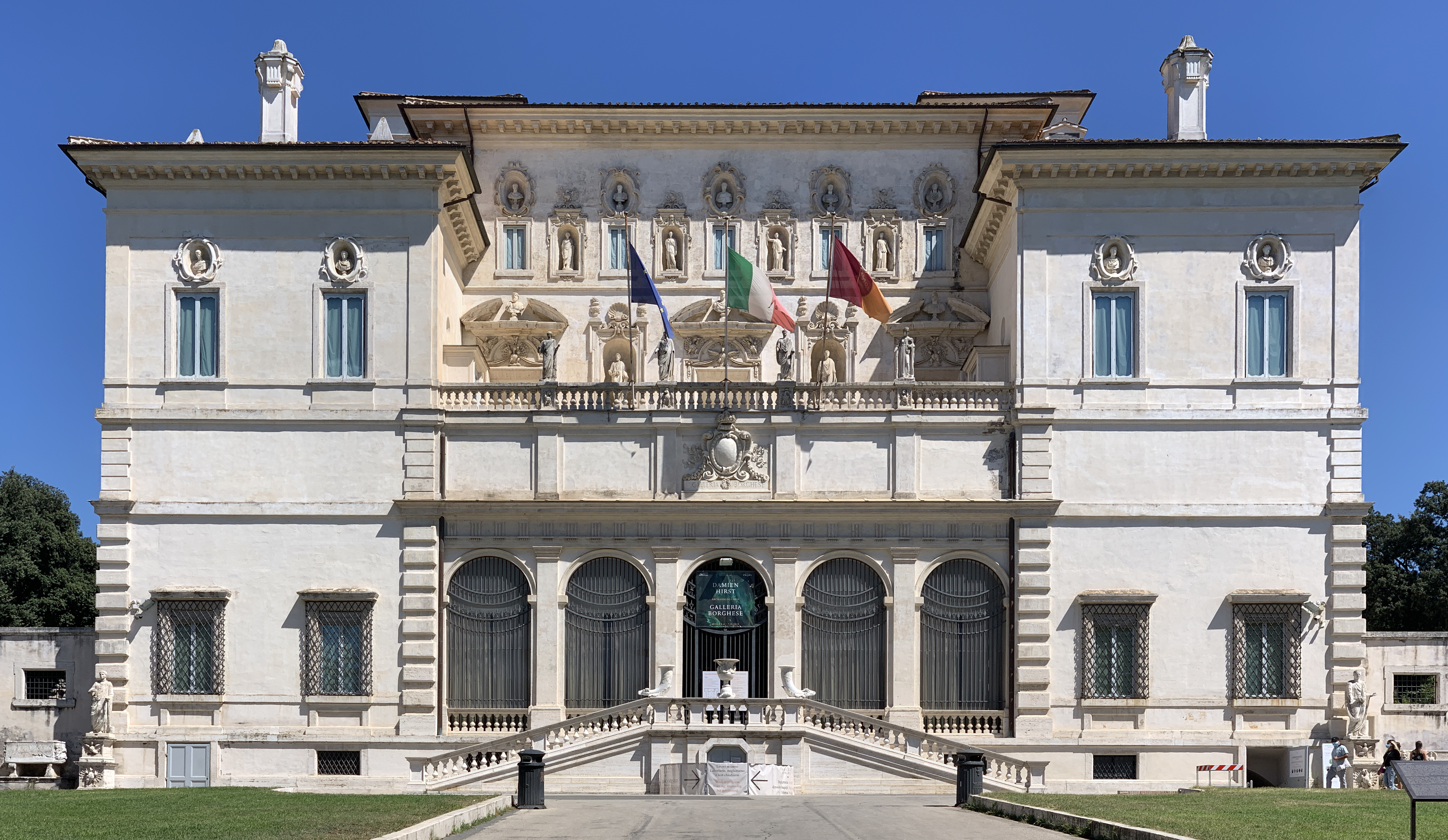
In Rom geht Gavina oft auf dem Pincio und in den öffentlichen Gärten der Villa Borghese spazieren.

Dritter Teil. Gavina und Francesco heiraten und gehen nach Rom, wo Francesco als Assistent in einer Augenklinik arbeitet. Gavinas einziger neuer Sozialkontakt wird Signor Zanche. Über diesen erreicht sie die Nachricht von Priamos Tod. Die genauen Umstände dieses Todes erfahren Gavina und auch die Leser erst später in einer Analepse: Der Letzte, der Priamo lebend gesehen hatte, war Zio Sorighe gewesen. Sorighe hatte die Stadt, in der die Sulis’ leben, nach dem Tode von Gavinas Vater verlassen und auswärts eine reiche Witwe geheiratet, Lussulia. Nach deren Tod hatten Lussulias Kinder aus erster Ehe ihn aus dem Hause vertrieben, woraufhin er zurückgekehrt war und in der Gemeinde San Teodoro, in der Priamo Priester war, Beschäftigung als Küster gefunden hatte. Priamos Tod war eine Auseinandersetzung mit Sorighe vorausgegangen, in der es um den in der Kirche verwahrten Schädel eines vor langer Zeit Verstorbenen gegangen war. Während Priamo wollte, dass dieser Schädel bestattet wird, hatte Sorighe sich geweigert, dies zu tun, weil der Legende nach sterben müsse, wer immer den Schädel berührt. Priamo hatte seinen Willen schließlich durchgesetzt, wodurch er den Fluch des Schädels gleichzeitig auf den Küster und auf sich selbst geladen hatte. Beide Beteiligten agieren von da an, als ob der Fluch real sei. Priamo erschießt sich, als ihn die Nachricht von Gavinas Heirat erreicht, mit Sorighes Pistole. Weil er – zu Recht – befürchtet, dass man ihn für Priamos Mörder halten wird, flieht Sorighe und versteckt sich, stirbt aber wenig später an einem Herzinfarkt.
In Gavina verstärkt sich nach ihrer Heirat eine seit langem schwelende Glaubenskrise. Sie kann nicht mehr beten, fühlt unter dem Eindruck von Priamos Selbstmord und der Verfolgung des unschuldigen Zio Sorighe aber die Verpflichtung zu büßen. In der Hoffnung, Sorighe (von dessen Tod sie noch nichts weiß) damit zu entlasten, leitet sie, obwohl sie sich damit selbst kompromittiert, Priamos letzten Brief, in dem er seinen Suizid angekündigt hatte, an den Kanonikus Bellia weiter. Bellia ist jedoch ein religiöser Fanatiker, will den Selbstmord und die vorausgegangenen amourösen Entgleisungen des jungen Priesters nicht ruchbar werden lassen und behält den Brief darum für sich. Erst als Francesco ihn in Gavinas Auftrag persönlich aufsucht, gibt er das Beweisstück heraus.
Vierter Teil. Parallel zur Geschichte von Gavina wird weiterhin die von Luca erzählt, dessen Lebenskomplikationen anders als die seiner Schwester nicht in ein Happy End münden werden. Nachdem Michela mit einer Tochter – Priamos Kind – niedergekommen ist, würde Luca sie gern heiraten. Da seine Mutter sich der Verbindung widersetzt, gibt er die Absicht aber wieder auf.
Auch bei Gavina scheint es zunächst nicht gut auszugehen. Dass sie ihren Mann, für den sie bisher nur eine unbestimmte, leidenschaftslose Sympathie empfunden hatte, zu begehren beginnt und die Intimität ihrer Ehe tatsächlich genießt, verschärft ihren spirituellen Zwiespalt weiter. Zwar geht sie schließlich nicht einmal mehr zur Kirche, wird angesichts ihrer erwachten Sexualität aber neuerlich von schweren Schuldgefühlen heimgesucht. Francesco beginnt mit ihr verschiedene Reisen zu unternehmen, und ohne ihren Mann besucht Gavina schließlich auch ihre Heimatstadt. Dort würde sie am liebsten Michelas Kind adoptieren. Sie selbst wird nicht schwanger und Michela liebt die Tochter, die sie nur als unerwünschte Last empfindet, nicht. Wie zuvor Luca, so empfindet aber auch Michela Gavina inzwischen als Todfeindin. Als das Kind erkrankt, glaubt Michela, Gavina habe es vergiftet, und greift Gavina schließlich sogar mit einem Messer an. Der hinzugeeilte Francesco vernäht die Wunde, und Gavina ist innerlich nun endlich bereit, ihn wirklich als ihren Ehemann anzunehmen.

## Ausgaben (Auswahl)
Italienisches Original
- Sino al confine. In: Nuova Antologia. Firenze 1909.
- Sino al confine. Fratelli Treves, Milano 1910.
- Sino al confine. Nabu Press, 2010, ISBN 978-1-143-63886-2.

Deutsche Ausgaben
- Bis an die Grenze. In: Süddeutsche Monatshefte. Band 6, Nr. 1. München 1909.
- Bis an die Grenze. epubli, 2017, ISBN 978-3-7450-0968-2.